# Portoferraio
Portoferraio is de grootste stad op het Italiaanse eiland Elba en een gemeente in de provincie Livorno (regio Toscane). De gemeente telt 12.020 inwoners (31-12-2004) en heeft een oppervlakte van 47,5 km², de bevolkingsdichtheid is 253 inwoners per km². De meeste bebouwing van Portoferraio is gesitueerd op een kleine heuvel die aan de noord-, oost- en zuidzijde omsloten wordt door de Ligurische Zee.

## Demografie
Portoferraio telt ongeveer 5.296 huishoudens. Het aantal inwoners steeg in de periode 1991-2001 met 4,2% volgens cijfers uit de tienjaarlijkse volkstellingen van ISTAT.
| Jaar | Inwoneraantal |
| ---- | ------------- |
| 1991 | 11.042        |
| 2001 | 11.508        |

## Geschiedenis
Portoferraio werd in 1548 opgericht door Cosimo I de' Medici, groothertog van Toscane. Hij gaf het de naam Cosmopoli, wat Cosimo's stad betekent. De stad bleef eigendom van de groothertog van Toscane tot in de 18e eeuw. De stad werd nu opgeëist door Engeland, Frankrijk en Oostenrijk en in 1814 als ballingsoord overgedragen aan Napoleon Bonaparte. In de 19e eeuw groeide de stad snel door de aanleg van infrastructuur op het eiland en de exploitatie van nieuwe ijzermolens in Rio Marina. Portoferraio werd de belangrijkste haven van waaruit het erts naar het vasteland werd verscheept. Aan deze tijd dankt de stad zijn huidige naam: Portoferraio betekent ijzerhaven in het Italiaans. Na het einde van de napoleontische tijd werd de stad weer eigendom van Toscane, en onderdeel van het Koninkrijk Italië in 1860.
De economie van Portoferraio heeft sinds de jaren 70 geleden onder het einde van de mijnbouw, maar de laatste decennia is de stad weer opgebloeid door het opkomende toerisme.

## Geografie
De hoogte van de gemeente varieert van zeeniveau tot 377 meter daarboven, op de top van de Monte Orello.
Portoferraio grenst aan de volgende gemeenten: Campo nell'Elba, Capoliveri, Marciana, Porto Azzurro, Rio nell'Elba.
Tot de gemeente behoren ook de eilandjes Scoglietto di Portoferraio en Scoglio d'Affrica.

## Externe link

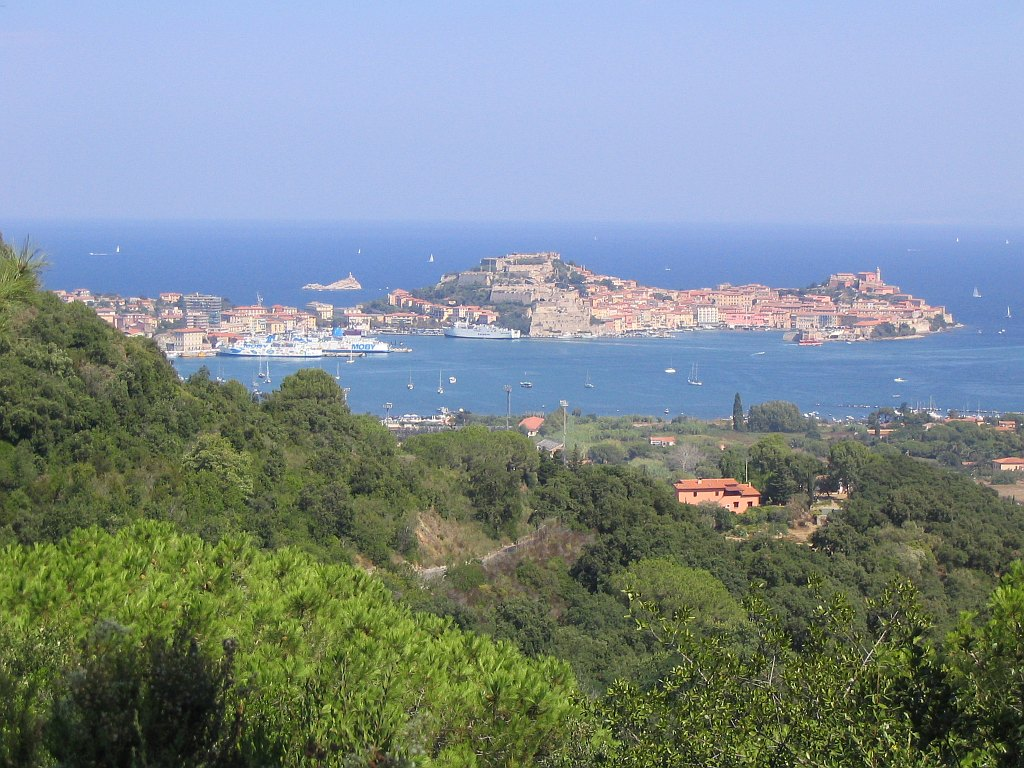
De stad gezien vanaf de overkant van de baai.